# Credible.nl
Credible.nl is een Nederlandse website voor christelijke jongeren. De website richt zich niet specifiek op een bepaalde christelijke denominatie.
De site is op 3 december 2002 opgericht met het doel christelijke jongeren een plek op het internet te bieden waar ze elkaar konden ontmoeten om te praten over hun geloof en andere zaken. Op 2 februari 2003 werd het forum actief. Nadat het RTV magazine van de Evangelische Omroep, Visie, Credible.nl onder de aandacht bracht trok dit veel bezoekers.
Credible.nl is geen onderdeel van een organisatie met een uitgesproken christelijke theologische voorkeur. Protestanten, katholieken en andere stromingen, dan wel niet-christenen zijn welkom. Om Credible.nl voor een breder publiek aantrekkelijk te maken werd Credible.nl op 4 september 2007 voorzien van een nieuws-sectie. Sinds januari 2009 wordt de frontpage en nieuwssectie niet meer bijgewerkt, wegens een gebrek aan vrijwilligers. Inmiddels is er een doorstart gemaakt met de frontpage en wordt er dagelijks christelijk nieuws geplaatst. Anno 2010 heeft de site 11.500 aangemelde gebruikers.
Sinds 3 september 2010 is Credible officieel een stichting.